# Paolo De Chiesa
Paolo De Chiesa (* 14. März 1956 in Saluzzo) ist ein ehemaliger italienischer Skirennläufer. In seiner Spezialdisziplin Slalom erreichte er zwölf Weltcup-Podestplätze.

## Karriere
Zu Beginn seiner Karriere gewann De Chiesa die Goldmedaille im Slalom bei den Junioreneuropameisterschaften 1974 in Jasná. Ab dem nächsten Winter war er auch im Weltcup erfolgreich. Er war im Wesentlichen auf den Slalom spezialisiert und errang in dieser Disziplin nicht weniger als 12 Podestplätze – den ersten am 17. Dezember 1974 bei den 3-Tre-Rennen in Madonna di Campiglio, den letzten am 10. Dezember 1984 in Sestriere. Ein Sieg war ihm jedoch nicht vergönnt. 1974/75 und 1981/82 hatte er seine besten Jahre und wurde jeweils Vierter im Slalomweltcup. Im Riesenslalom erreichte er nur im Winter 1974/75 mehrere Top-10-Resultate. Nach der Saison 1985/86 trat er zurück.
Bei seinen beiden WM-Teilnahmen wurde er Vierter in Schladming 1982 und Sechster in Bormio 1985 im Slalom. Bei Olympischen Spielen blieb er ohne Ergebnis: 1980 und 1984 schied er jeweils im ersten Slalomdurchgang aus.